# حنا عيسى
حنا عيسى (17 يوليو 1957 - 12 يوليو 2021) هو سياسيٌ فلسطيني، كان عضوًا في المجلس الثوري لحركة فتح منذ عام 2016 حتى وفاته، كما كان الأمين العام للهيئة الإسلامية المسيحية لنصرة القدس والمقدسات.

## حياته
وُلد حنا عبد الله عيسى هيلانة في قرية عين عريك بتاريخ 17 يوليو (تموز) 1957. حاصلٌ على شهادة أستاذ من معهد القانون الدولي عام 1994. عيّن في 12 يناير (كانون الثاني) 2012 أمينًا عامًا للهيئة الإسلامية المسيحية لنصرة القدس، من قبل مجلس رؤساء الهيئة، ممثلًا بالمفتي محمد حسين والبطريرك ميشيل صباح.
شغل حنّا عيسى عدة مناصب في السلطة الوطنية الفلسطينية، أبرزها مدير عام وزارة العدل الفلسطينية، ووكيل مساعد في وزارة العدل، ووكيل مساعد للشؤون المسيحية في وزارة الأوقاف والشؤون الدينية. أيضًا هو عضوٌ مستشار في منظمة أديان من أجل السلام العالمية، وكان قد تقلد وسام القبر المقدس.
له عددٌ من الكتب والمؤلفات منها:
- «الشرق الأوسط والقانون الدولي»
- ‹القانون الإداري»

## وفاته
تُوفي حنا عيسى في رام الله بتاريخ 12 يوليو (تموز) 2021 ميلاديًا الموافق 2 ذو الحجة 1442 هجريًا، عن عمرٍ ناهز 64 عامًا.